# Carpathobyrrhulus transsylvanicus
Carpathobyrrhulus transsylvanicus – gatunek chrząszcza z rodziny otrupkowatych i podrodziny Byrrhinae. Endemit Karpat.

## Taksonomia
Gatunek ten opisany został po raz pierwszy w 1848 roku przez Christiana W.L.E. Suffriana jako Byrrhus transsylvanicus. Później przeniesiony został do rodzaju Pedilophorus. W 1902 roku Ludwig Ganglbauer umieścił go w nowym, monotypowym wówczas rodzaju Carpathobyrrhulus. Drugi gatunek z tego rodzaju, Carpathobyrrhulus tatricus, opisał w 1957 roku Maciej Mroczkowski.

## Wygląd
Chrząszcz o owalnym ciele długości od 4,2 do 6,3 mm, trochę bardziej wydłużonym i nieco słabiej oraz mniej równomiernie wysklepionym niż u goronia tatrzańskiego. Ubarwienie ciała jest podobne jak u wspominanego gatunku. Niewielka tarczka ma obrys trójkątny. Zwieńczone silnymi i dłuższymi niż u g. tatrzańskiego pazurkami stopy wszystkich odnóży chować się mogą w rowkach na wewnętrznych stronach goleni. Od g. tatrzańskiego samice odróżniają się trójkątnawymi płytkami genitalnymi, a samce delikatniej zwężonymi ku wierzchołkom i zwieńczonymi słabo widocznymi główkami paramerami.

## Występowanie i ekologia
Gatunek górski, endemiczny dla Karpat. Należy do subendemitów wschodniokarpackich o południowych tendencjach migracyjnych. Znany jest z Rumunii, Ukrainy i Słowacji. W Polsce dotychczas go nie stwierdzono, a doniesienia z Tatr odnoszą się do okazów C. tatricus. Niewykluczone jest jednak, że gatunek ten występować może w polskiej części Bieszczadów.
Owady dorosłe spotyka się latem pod kamieniami, na powierzchni gleby i roślin oraz wśród korzeni traw.